# Hannibal, Missouri
Hannibal är en stad i Missouri i USA. 
Staden är belägen i den östligaste delen av delstaten vid Mississippifloden som är gränsflod mot delstaten Illinois och ca 130 km nordost om huvudstaden Jefferson City.
Hannibal är den ort, där Mark Twain växte upp, och platsen där händelserna i hans böcker Tom Sawyers äventyr (1876) och Huckleberry Finns äventyr utspelar sig.
Av befolkningen lever ca 14% under fattigdomsgränsen. 